# Giro dell'Appennino 2005
Il Giro dell'Appennino 2005, sessantaseiesima edizione della corsa, si svolse il 24 aprile 2005, per un percorso totale di 198,3 km. Venne vinto dall'italiano Gilberto Simoni che terminò la gara in 4h51'27".
L'edizione di quest'anno vide lo spostamento del traguardo a Novi Ligure per onorare i campionissimi Costante Girardengo e Fausto Coppi, nel cinquantenario della vittoria di quest'ultimo nel sedicesimo Circuito dell'Appennino. Partenza classica da Pontedecimo.
Il miglior tempo della scalata del Passo della Bocchetta fu del polacco Przemysław Niemiec con 22'32".

## Ordine d'arrivo (Top 10)
| Pos. | Corridore          | Squadra    | Tempo    |
| ---- | ------------------ | ---------- | -------- |
| 1    | Gilberto Simoni    | Lampre     | 4h51'27" |
| 2    | Luca Mazzanti      | Panaria    | s.t.     |
| 3    | Przemysław Niemiec | Miche      | s.t.     |
| 4    | Raffaele Ferrara   | 3C-Androni | s.t.     |
| 5    | Domenico Pozzovivo | Panaria    | a 2"     |
| 6    | Cristian Gasperoni | Naturino   | a 10"    |
| 7    | Marco Osella       | 3C-Androni | s.t.     |
| 8    | Andrea Noè         | Liquigas   | s.t.     |
| 9    | Pavel Tonkov       | LPR        | s.t.     |
| 10   | Miha Svab          | Krka       | s.t.     |